# Красный канал
Кра́сный канал — канал в Санкт-Петербурге, соединявший в XVIII веке Мойку с Большой Невой, проходил вдоль западной границы Марсова поля.
Был прорыт на острове Усадица (на территории 1-го Адмиралтейского острова) для осушения местности в 1711 году, своё название получил в 1738 по находившемся поблизости Красному мосту через Мойку (ныне Театральный мост). В районе нынешней Миллионной улицы имел небольшой бассейн. В 1768 через канал был построен однопролётный арочный гранитный мост (строительными работами заведовал Т. И. Насонов, проект предположительно разработан архитекторами И. Л. Росси и Ю. М. Фельтеном).

В 1770-е был засыпан. Гранитный мост был разобран и перенесён на Зимний канал (ныне Зимняя канавка, см. 1-й Зимний мост).

## Архитектурный облик набережной канала
Застройка набережной канала шла только по его западной стороне, где располагались городские дома петербургской знати. Так в середине 1740-х годов на углу с Миллионной улицей находился дом лейб-медика Лестока (до того принадлежавший Савве Рагузинскому). Южнее по каналу стоял дом, где в 1730-е годы жила Елизавета Петровна. Ближе к Мойке были два дома генерала А. Румянцева и двор П. Ягужинского.